# ナタンズ語
ナタンズ語（ナタンズご）は、インド・ヨーロッパ語族インド・イラン語派のイラン語群西イラン語群北西イラン語群に属す言語である。エスファハーン州ナタンズで話されている。方言としてナタンズ方言、ファリザンド語、ヤランド語（ヤラン語）がある。